# Lubuk Tunggal
Lubuk Tunggal is een bestuurslaag in het regentschap Ogan Ilir van de provincie Zuid-Sumatra, Indonesië. Lubuk Tunggal telt 888 inwoners (volkstelling 2010).